# Mark Lanegan
Mark William Lanegan, född den 25 november 1964 i Ellensburg, delstaten Washington, USA, död 22 februari 2022 i Killarney, Irland, var en amerikansk sångare och låtskrivare. 
Lanegan var sångare i grupper som Screaming Trees, Mad Season, Queens of the Stone Age, The Twilight Singers, Soulsavers och The Gutter Twins med Greg Dulli från Afghan Whigs. Han gav även ut ett antal soloalbum. Han spelade in flera album med den skotska sångerskan Isobel Campbell (tidigare i Belle & Sebastian). Han spelade också in två album med Duke Garwood.
Lanegan gav ut två självbiografiska böcker, Sing Backwards (2000) om tiden som drogberoende musiker i Seattle på 1980- och 90-talen, samt Devil in a Coma (2021) om hans sjukdom i covid-19 våren 2021.

## Diskografi

### Album
| 1990                                                  | The Winding Sheet - Släppt: 1 maj 1990 - Skivbolag: Sub Pop (SP #061) - Format: CD, MK, LP                                       | —   | —  | —  | —  | —   | —  | —  | —  | —  | —  | —   |
| 1994                                                  | Whiskey for the Holy Ghost - Släppt: 18 januari 1994 - Skivbolag: Sub Pop (SP #132) - Format: CD, MK, LP                         | —   | —  | —  | —  | —   | —  | —  | —  | —  | —  | —   |
| 1998                                                  | Scraps at Midnight - Släppt: 20–21 juli 1998 - Skivbolag: Beggars Banquet (BBQ #204), Sub Pop (SP #419) - Format: CD, LP         | —   | —  | —  | —  | —   | —  | —  | —  | —  | —  | 191 |
| 1999                                                  | I'll Take Care of You - Släppt: 20–21 september 1999 - Skivbolag: Beggars Banquet (BBQ #215), Sub Pop (SP #445) - Format: CD, LP | —   | —  | —  | —  | —   | —  | —  | —  | —  | —  | —   |
| 2001                                                  | Field Songs - Släppt: 8 maj 2001–11 juni 2001 - Skivbolag: Beggars Banquet (BBQ #224), Sub Pop (SP #502) - Format: CD, LP        | —   | —  | —  | —  | —   | —  | —  | —  | —  | —  | —   |
| 2004                                                  | Bubblegum - Släppt: 2 augusti 2004 - Skivbolag: Beggars Banquet (BBQ #237) - Format: CD, LP                                      | —   | 39 | 28 | 35 | 189 | 67 | 35 | 23 | 36 | 30 | 43  |
| 2012                                                  | Blues Funeral - Släppt: 6 februari 2012 - Skivbolag: 4AD (EAD3202) - Format: CD, LP, digital nedladdning                         | 99  | 15 | 4  | 24 | 51  | 41 | 12 | —  | 20 | 12 | 21  |
| 2013                                                  | Imitations - Släppt: 1 september 2013 - Skivbolag: Vagrant - Format: CD, LP, digital nedladdning                                 | —   | 49 | 17 | —  | —   | —  | 45 | —  | 53 | —  | 62  |
| 2014                                                  | Phantom Radio - Släppt: 21 oktober 2014 - Skivbolag: Flooded Soil, Vagrant - Format: CD, LP, digital nedladdning                 | 148 | —  | 21 | —  | 131 | —  | 27 | —  | 53 | —  | 22  |
| 2017                                                  | Gargoyle - Släppt: 28 april 2017 - Skivbolag: Heavenly Recordings - Format: CD, LP, digital nedladdning                          | —   | —  | 8  | —  | 127 | —  | 46 | —  | 36 | —  | 22  |
| 2019                                                  | Somebody's Knocking - Släppt: 18 oktober 2019 - Skivbolag: Heavenly Recordings - Format: CD, LP, digital nedladdning             | —   | 14 | 22 | —  | —   | 58 | —  | —  | —  | —  | 78  |
| 2020                                                  | Straight Songs of Sorrow - Släppt: 8 maj 2020 - Skivbolag: Heavenly Recordings - Format: CD, LP, digital nedladdning             | —   | —  | 16 | —  | —   | 67 | —  | —  | —  | —  | 85  |
| "—" albumet placerade sig inte på den aktuella listan | |     |    |    |    |     |    |    |    |    |    |     |

#### Samlingsalbum
| År   | Titel                   |
| ---- | ----------------------- |
| 2014 | Has God Seen My Shadow? |

#### Med Isobel Campbell

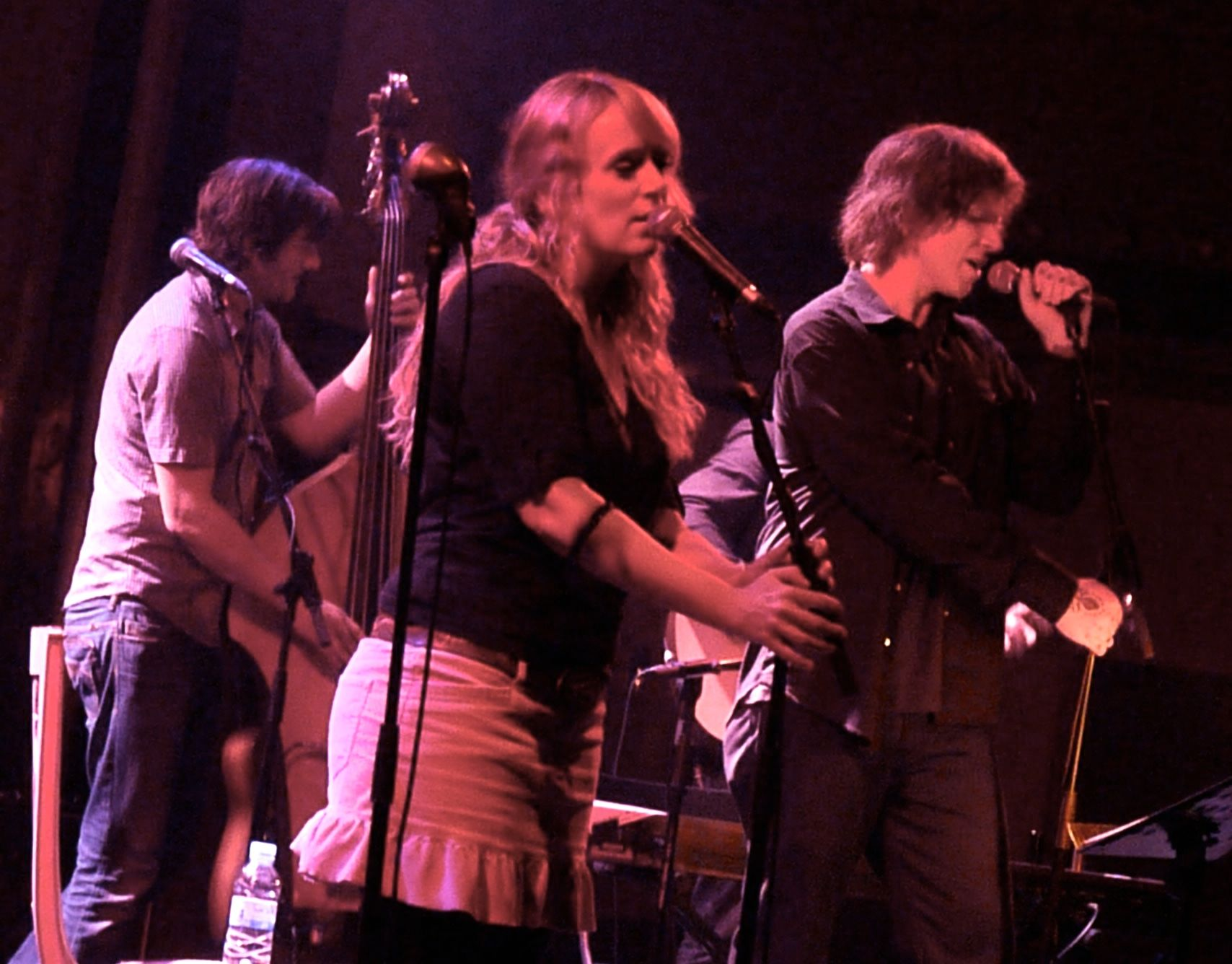
Isobel Campbell och Mark Lanegan (till höger) som uppträder i Barcelona 2010.

| 2006                                                  | Ballad of the Broken Seas - Släppt: 7 mars 2006 - Skivbolag: V2 (V2 #1035821) - Format: CD, LP | 15 | 96  | 27 | 21 | 32 | 51 | 56 | —  | 38 |
| 2008                                                  | Sunday at Devil Dirt - Släppt: 13 maj 2008 - skivbolag: V2 (V2 #1050622) - Format: CD, LP      | 6  | 96  | 41 | 28 | 69 | 25 | —  | 37 | 38 |
| 2010                                                  | Hawk - Släppt: 16 augusti 2010 - Skivbolag: V2 - Format: CD, LP                                | 5  | 119 | —  | —  | 54 | 21 | —  | 28 | 29 |
| "—" albumet placerade sig inte på den aktuella listan |                                                                                                |    |     |    |    |    |    |    |    |    |

#### Med Duke Garwood
| 2013                                                  | Black Pudding - Släppt: 14 maj 2013 - Skivbolag: Ipecac Recordings (IPC143) - Format: CD, LP | —  | 38 | —  | — | — | 72 | —  | — | — | 74 |
| 2018                                                  | With Animals - Släppt: 24 augusti 2018 - Skivbolag: Heavenly Recordings - Format: CD, LP     | 19 | —  | 96 | — | — | —  | 68 | — | — | —  |
| "—" albumet placerade sig inte på den aktuella listan |                                                                                              |    |    |    |   |   |    |    |   |   |    |

#### Med Skeleton Joe
| 2021                                                  | Dark Mark vs. Skeleton Joe - Släppt: 15 oktober 2021 - Format: Digital nedladdning | — | — | — | — | — | — | — | — | — |
| "—" albumet placerade sig inte på den aktuella listan |                                                                                    |   |   |   |   |   |   |   |   |   |

### EP
| År   | Titel |
| ---- | --- |

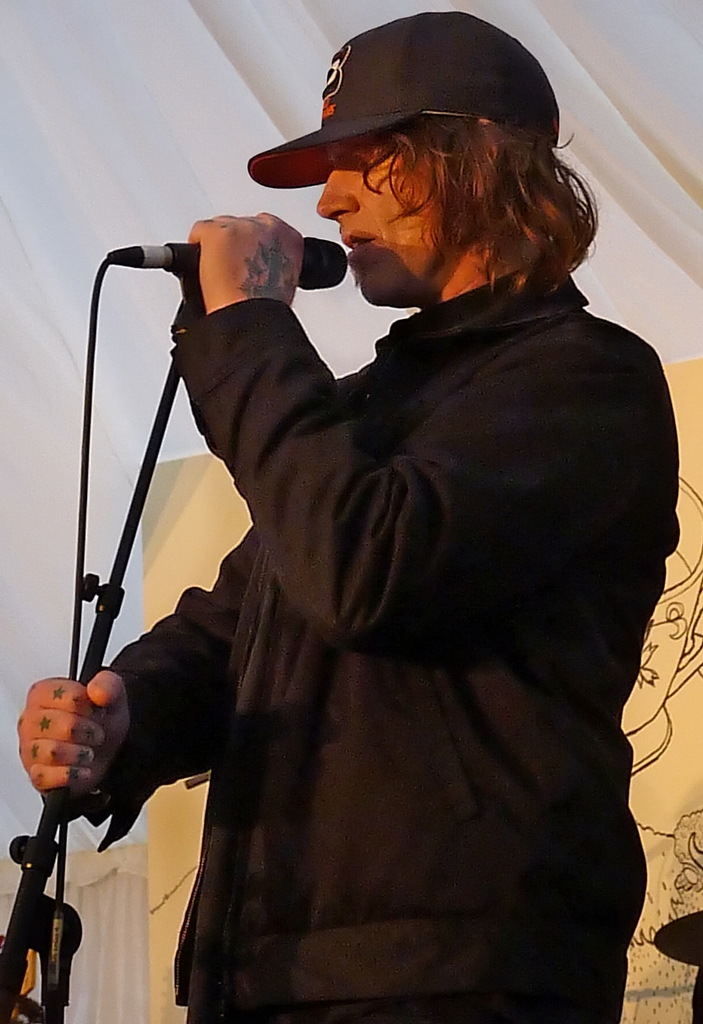
Mark Lanegan i England, 2010.

| 2003 | Here Comes That Weird Chill - Släppt: 4 november 2003 - Skivbolag: Beggars Banquet (BBQ #373CD) - Format: CD, LP |
| 2012 | Dark Mark Does Christmas 2012 - Släppt: November 2012 - Skivbolag: Egenutgivning - Format: CD                    |
| 2014 | No Bells on Sunday - Släppt: 29 juli 2014 - Skivbolag: Flooded Soil/Vagrant Records - Format: Vinyl              |
| 2015 | Houston Publishing Demos 2002 - Släppt: 21 augusti 2015 - Skivbolag: Ipecac - Format: CD, Vinyl                  |
| 2020 | Dark Mark Does Christmas 2020 - Släppt: 11 december 2020 - Skivbolag: Egenutgivning - Format: CD, Vinyl          |

### Singlar

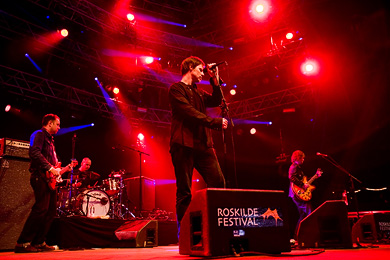
Mark Lanegan med Soulsavers på Roskildefestivalen, 2007.

| År   | Låt                                                     | Högsta listpaceringar | Album                                            |
| År   | Låt                                                     | UK                    | Album                                            |
| ---- | ------------------------------------------------------- | --------------------- | ------------------------------------------------ |
| 1990 | "Down in the Dark"                                      | —                     | The Winding Sheet                                |
| 1994 | "House a Home"                                          | —                     | Whiskey for the Holy Ghost                       |
| 1998 | "Stay"                                                  | —                     | Scraps at Midnight                               |
| 2002 | "No One Knows" (som medlem i Queens of the Stone Age)   | 15                    | Songs for the Deaf                               |
| 2004 | "Sideways in Reverse"                                   | —                     | Bubblegum                                        |
| 2004 | "Hit the City" (med PJ Harvey)                          | 76                    | Bubblegum                                        |
| 2005 | "Burn the Witch" (som medlem i Queens of the Stone Age) | —                     | Lullabies to Paralyze                            |
| 2006 | "Ramblin' Man" (med Isobel Campbell)                    | 116                   | Ballad of the Broken Seas                        |
| 2006 | "Honey Child What Can I Do?" (med Isobel Campbell)      | 199                   | Ballad of the Broken Seas                        |
| 2007 | "Revival" (som medlem i Soulsavers)                     | —                     | It's Not How Far You Fall, It's the Way You Land |
| 2007 | "Kingdoms of Rain" (som medlem i Soulsavers)            | —                     | It's Not How Far You Fall, It's the Way You Land |
| 2008 | "Who Built The Road" (med Isobel Campbell)              | —                     | Sunday at Devil Dirt                             |
| 2011 | "The Gravedigger's Song"                                | —                     | Blues Funeral                                    |
| 2012 | "Harborview Hospital"                                   | —                     | Blues Funeral                                    |
| 2013 | "Cold Molly" (med Duke Garwood)                         | —                     | Black Pudding                                    |
| 2013 | "I'm Not the Loving Kind"                               | —                     | Imitations                                       |
| 2014 | "Sad Lover"                                             | —                     | No Bells on Sunday                               |
| 2014 | "Harvest Home"                                          | —                     | Phantom Radio                                    |
| 2014 | "Floor of the Ocean"                                    | —                     | Phantom Radio                                    |
| 2015 | "Needle of Death" (med Duke Garwood)                    | —                     | Needle of Death/Fresh as a Sweet Sunday Morning  |
| 2017 | "Nocturne"                                              | —                     | Gargoyle                                         |
| 2017 | "Beehive"                                               | —                     | Gargoyle                                         |
| 2019 | "Stitch it Up"                                          | —                     | Somebody's Knocking                              |
| 2019 | "Night Flight to Kabul"                                 | —                     | Somebody's Knocking                              |
| 2020 | "Skeleton Key"                                          | —                     | Straight Songs of Sorrow                         |
| 2020 | "Bleed All Over"                                        | —                     | Straight Songs of Sorrow                         |
| 2021 | "Dark Mark Theme b/w Skeleton Joe Manifesto"            | —                     | Dark Mark vs. Skeleton Joe                       |

### Musikvideo

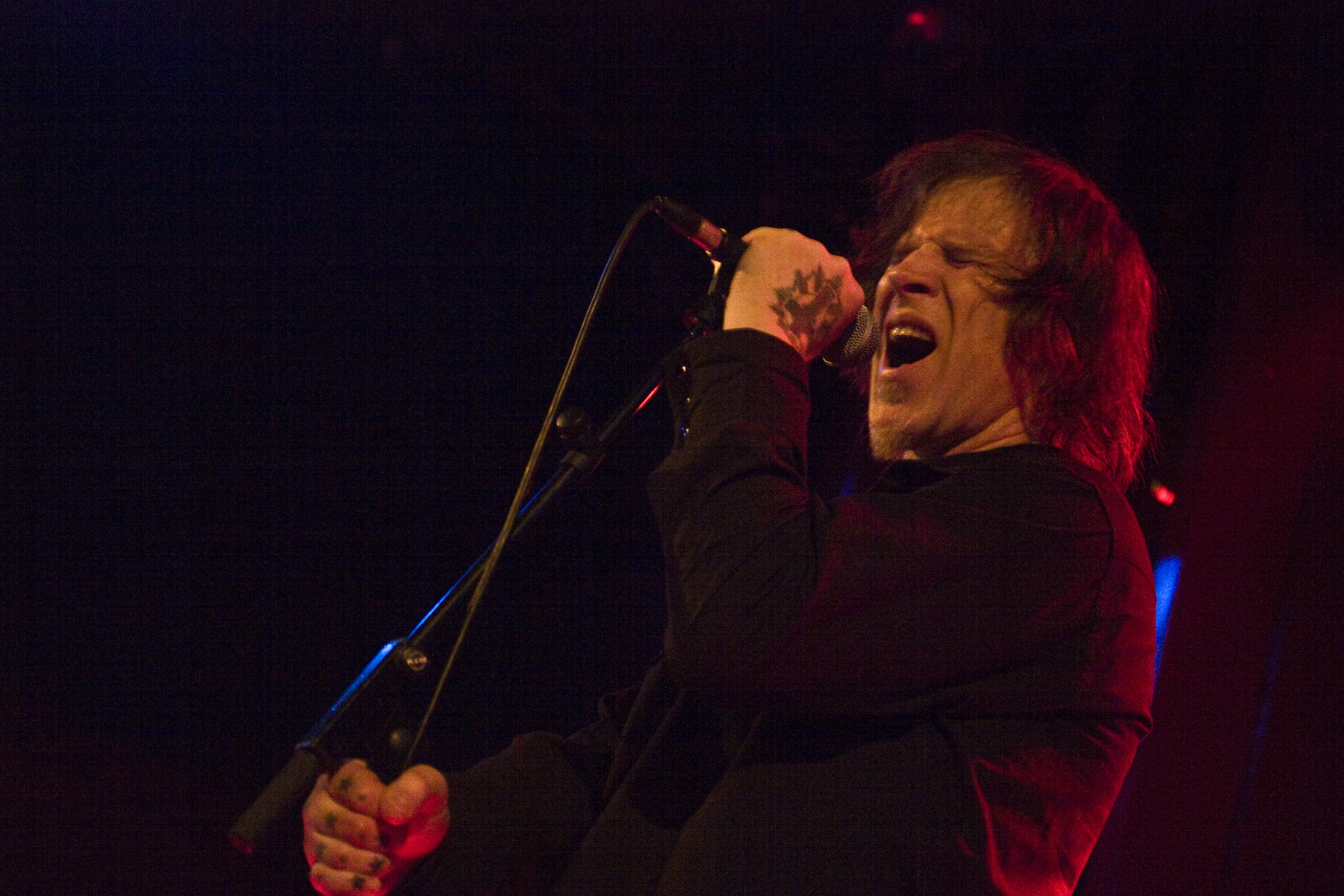
Mark Lanegan, 2012.

| År   | Låt                       | Regissör         |
| ---- | ------------------------- | ---------------- |
| 1990 | "Ugly Sunday"             | Russell Bates    |
| 1994 | "House a Home"            | Russell Bates    |
| 2004 | "Sideways in Reverse"     | Charles Mehling  |
| 2004 | "Hit the City"            | Charles Mehling  |
| 2006 | "Ramblin Man"             | Vrnda Daktor     |
| 2006 | "Time Is Just the Same"   | Vrnda Daktor     |
| 2007 | "Revival"                 | Ben Foley        |
| 2012 | "The Gravedigger's Song"  | Alistair Legrand |
| 2013 | "I'm Not the Loving Kind" | Andrew Van Baal  |
| 2014 | "Sad Lover"               | Steve Gullick    |
| 2014 | "Floor of the Ocean"      | Steve Gullick    |
| 2017 | "Beehive"                 | Zhang + Knight   |
| 2017 | "Emperor"                 | Joshua Lipworth  |
| 2019 | "Stitch It Up"            | Joe Cardamone    |
| 2019 | "Night Flight to Kabul"   | Dean Karr        |